# 第37回ゴールデンラズベリー賞
第37回ゴールデンラズベリー賞は、2016年の映画で最低の作品に贈られる賞である。2017年1月23日にノミネートが発表され、同年2月25日に受賞結果が発表された。
2016年度は映画業界が振るわず駄作が多かったとして、従来は各賞5作品がノミネートされる中で、候補が6作品に拡充され、唯一肯定的な賞である名誉挽回賞は1作品のみであった。

## ノミネート一覧
太字が受賞である。
| 部門                         | 候補 |
| ---------------------------- | --- |
| 最低作品賞                   | ヒラリーのアメリカ、民主党の秘密の歴史                                                                                             |
| 最低作品賞                   | バットマン vs スーパーマン ジャスティスの誕生                                                                                      |
| 最低作品賞                   | ダーティ・グランパ |
| 最低作品賞                   | キング・オブ・エジプト |
| 最低作品賞                   | インデペンデンス・デイ: リサージェンス                                                                                             |
| 最低作品賞                   | ズーランダー NO.2 |
| 最低主演男優賞               | Dinesh D'Souza - 『ヒラリーのアメリカ、民主党の秘密の歴史』                                                                        |
| 最低主演男優賞               | ベン・アフレック - 『バットマン vs スーパーマン ジャスティスの誕生』                                                               |
| 最低主演男優賞               | ジェラルド・バトラー - 『キング・オブ・エジプト』『エンド・オブ・キングダム』                                                      |
| 最低主演男優賞               | ヘンリー・カヴィル - 『バットマン vs スーパーマン ジャスティスの誕生』                                                             |
| 最低主演男優賞               | ロバート・デ・ニーロ - 『ダーティ・グランパ』                                                                                      |
| 最低主演男優賞               | ベン・スティラー - 『ズーランダー NO.2』                                                                                           |
| 最低主演女優賞               | Rebekah Turner - 『ヒラリーのアメリカ、民主党の秘密の歴史』                                                                        |
| 最低主演女優賞               | ミーガン・フォックス - 『ミュータント・ニンジャ・タートルズ：影＜シャドウズ＞』                                                    |
| 最低主演女優賞               | タイラー・ペリー - 『タイラー・ペリーの出たぞ〜! マデアのハロウィン』                                                              |
| 最低主演女優賞               | ジュリア・ロバーツ - 『マザーズ・デイ』                                                                                            |
| 最低主演女優賞               | ナオミ・ワッツ - 『ダイバージェントFINAL』                                                                                         |
| 最低主演女優賞               | シェイリーン・ウッドリー - 『ダイバージェントFINAL』                                                                               |
| 最低助演男優賞               | ジェシー・アイゼンバーグ - 『バットマン vs スーパーマン ジャスティスの誕生』                                                       |
| 最低助演男優賞               | ニコラス・ケイジ - 『スノーデン』                                                                                                  |
| 最低助演男優賞               | ジョニー・デップ - 『アリス・イン・ワンダーランド/時間の旅』                                                                       |
| 最低助演男優賞               | ウィル・フェレル - 『ズーランダー NO.2』                                                                                           |
| 最低助演男優賞               | ジャレッド・レト - 『スーサイド・スクワッド』                                                                                      |
| 最低助演男優賞               | オーウェン・ウィルソン - 『ズーランダー NO.2』                                                                                     |
| 最低助演女優賞               | クリステン・ウィグ - 『ズーランダー NO.2』                                                                                         |
| 最低助演女優賞               | ジュリアン・ハフ - 『ダーティ・グランパ』                                                                                          |
| 最低助演女優賞               | ケイト・ハドソン - 『マザーズ・デイ』                                                                                              |
| 最低助演女優賞               | オーブリー・プラザ - 『ダーティ・グランパ』                                                                                        |
| 最低助演女優賞               | ジェーン・シーモア - 『Fifty Shades of Black』                                                                                     |
| 最低助演女優賞               | セーラ・ウォード - 『インデペンデンス・デイ: リサージェンス』                                                                      |
| 最低監督賞                   | Dinesh D'Souza - 『ヒラリーのアメリカ、民主党の秘密の歴史』                                                                        |
| 最低監督賞                   | ローランド・エメリッヒ - 『インデペンデンス・デイ: リサージェンス』                                                                |
| 最低監督賞                   | タイラー・ペリー - 『タイラー・ペリーの出たぞ〜! マデアのハロウィン』                                                              |
| 最低監督賞                   | アレックス・プロヤス - 『キング・オブ・エジプト』                                                                                  |
| 最低監督賞                   | ザック・スナイダー - 『バットマン vs スーパーマン ジャスティスの誕生』                                                             |
| 最低監督賞                   | ベン・スティラー - 『ズーランダー NO.2』                                                                                           |
| 最低リメイク・パクリ・続編賞 | バットマン vs スーパーマン ジャスティスの誕生                                                                                      |
| 最低リメイク・パクリ・続編賞 | アリス・イン・ワンダーランド/時間の旅                                                                                              |
| 最低リメイク・パクリ・続編賞 | Fifty Shades of Black |
| 最低リメイク・パクリ・続編賞 | インデペンデンス・デイ: リサージェンス                                                                                             |
| 最低リメイク・パクリ・続編賞 | ミュータント・ニンジャ・タートルズ：影＜シャドウズ＞                                                                               |
| 最低リメイク・パクリ・続編賞 | ズーランダー NO.2 |
| 最低スクリーンコンボ賞       | ベン・アフレック＆「永遠の好敵手(BFF, Baddest Foe Forever)」ヘンリー・カヴィル - 『バットマン vs スーパーマン ジャスティスの誕生』 |
| 最低スクリーンコンボ賞       | 2柱のエジプトの神と人間たち - 『キング・オブ・エジプト』                                                                           |
| 最低スクリーンコンボ賞       | ジョニー・デップ＆吐き気がするほど強烈な衣装 - 『アリス・イン・ワンダーランド/時間の旅』                                           |
| 最低スクリーンコンボ賞       | かつて尊敬を集めたすべての出演者たち - 『素晴らしきかな、人生』                                                                    |
| 最低スクリーンコンボ賞       | タイラー・ペリー＆使い古しのカツラ - 『タイラー・ペリーの出たぞ〜! マデアのハロウィン』                                            |
| 最低スクリーンコンボ賞       | ベン・スティラー＆「全然面白くない友人(BFF, Barely Funny Friend)」オーウェン・ウィルソン -『ズーランダー NO.2』                    |
| 最低脚本賞                   | バットマン vs スーパーマン ジャスティスの誕生                                                                                      |
| 最低脚本賞                   | ダーティ・グランパ |
| 最低脚本賞                   | キング・オブ・エジプト |
| 最低脚本賞                   | ヒラリーのアメリカ、民主党の秘密の歴史                                                                                             |
| 最低脚本賞                   | インデペンデンス・デイ: リサージェンス                                                                                             |
| 最低脚本賞                   | スーサイド・スクワッド |
| 名誉挽回賞                   | メル・ギブソン - 『ハクソー・リッジ』の監督                                                                                        |